# Franc Miklavčič
Franc Miklavčič, slovenski politik, partizan, sodnik in disident, * 1921, † 13. julij 2008

## Življenje in delo
Franc Miklavčič se je rodil v Ljubljani leta 1921 v izobraženi meščanski družini višjega uradnika, nekdanjega diplomata. Še pred 2.svet.vojno je nanj vplival Edvard Kocbek¸s svojim znanim spisom "Premišljevanje o Španiji", da se je ideološko opredelil za  levi, neklerikalni del katoliškega tabora. Bil je član kluba Zarja, njegove Tretje skupine liberalni in svobodnih kristjanov.